# Sabellaria fucicola
Sabellaria fucicola är en ringmaskart som beskrevs av Augener 1918. Sabellaria fucicola ingår i släktet Sabellaria och familjen Sabellariidae. Inga underarter finns listade i Catalogue of Life.